# Yogyakarta
Pour les articles homonymes, voir Yogyakarta (homonymie).

Situation de la ville de Yogyakarta dans le territoire spécial de Yogyakarta

Yogyakarta (prononcé /jogˈjakarta/ ; en javanais ꦏꦸꦛꦔꦪꦺꦴꦒꦾꦏꦂꦠ, Ngayogyakarta, /ŋɑːˈjɔɡjɔˈkɑːrtɔ/) — écrit Jogjakarta jusqu'à la réforme orthographique de 1972 et appelé souvent Jogja —, de son nom officiel Ngayogyakarta Hadiningrat, est une ville d'Indonésie, capitale du Territoire spécial de Yogyakarta, dans le centre de l'île de Java. La ville a le statut de kota.
Son nom, qui signifie l'« œuvre d'Ayodhya », vient de celui d'une ville du royaume de Koshala dont Rāma était le monarque dans l'épopée du Ramayana.
Yogyakarta est jumelée avec Kyōto (au Japon), avec le Mont-Dore (en Nouvelle-Calédonie) et avec la Californie (aux États-Unis).
La ville est connue comme centre de l'art classique javanais et de la culture traditionnelle. En 2019 elle compte 431 939 habitants et son agglomération 3 842 932 (contre 388 627 et 3 457 491, respectivement, en 2010).

## Histoire
En janvier 1946, cinq mois à peine après la proclamation de l'indépendance, les Néerlandais ont réinvesti Jakarta, forçant le gouvernement indonésien à transférer la capitale à Yogyakarta. Elle le restera jusqu'au transfert formel de la souveraineté le 27 décembre 1949, qui voit la création d'une République des États-Unis d'Indonésie et marque la fin de ce que les Indonésiens appellent la Revolusi, c'est-à-dire la période de conflit armé et diplomatique qui oppose l'Indonésie à son ancien colonisateur.
Le 27 mai 2006, un séisme d'une magnitude de 6,2 réévalué à 6,3 sur l'échelle de Richter frappe la ville et ses environs. Les premiers bilans font état de 5 000 morts et l'aide internationale est nécessaire pour venir en aide aux sinistrés indonésiens.

## Administration
La ville de Yogyakarta a le statut de kota et fait partie du territoire spécial de Yogyakarta. Elle est divisée en 14 districts (kecamatan), dont plusieurs portent le nom des princes qui y avaient installé leur résidence :
1. Gondokusuman (« terre de Gondokusumo »)
2. Jetis
3. Tegalrejo
4. Umbulharjo
5. Kotagede
6. Mergangsan
7. Ngampilan
8. Danurejan (« terre de Danurejo »)
9. Kraton (quartier du palais royal)
10. Wirobrajan (« terre de Wirobrojo »)
11. Pakualaman (quartier du palais des princes Paku Alam)
12. Mantrijeron
13. Gedongtengen
14. Gondomanan.

## Culture
La ville est connue comme centre de l'art classique javanais et de la culture traditionnelle comprenant le théâtre d'ombre wayang kulit, le batik, le ballet, le théâtre, la musique, la poésie. C'est également un lieu d'étude, comprenant diverses universités.
Yogyakarta est connue pour son orfèvrerie, notamment le travail de l'argent. Le quartier des orfèvres est Kota Gede, dans le sud-est de la ville. Une promenade dans les rues de Kota Gede permet de voir les belles maisons que se sont construites les familles qui se sont enrichies dans le travail de l'argent. À Kota Gede se trouve aussi la tombe de Senopati, seigneur de Mataram dont les conquêtes ont assis l'autorité sur le centre et l'est de Java. La tombe est située dans une belle enceinte de style hindou-javanais. Elle est le lieu d'une cérémonie rituelle les vendredis qui correspondent au jour kliwon de la semaine javanaise de cinq jours (à midi).
En Indonésie, Yogyakarta passe pour être à la fois un des sanctuaires de la culture de cour javanaise, et un lieu ouvert sur le monde et la modernité. Preuve en est l'université Gadjah Mada, fondée par le sultan Hamengkubuwono IX en 1946, en plein conflit (1945-49) entre la jeune République et l'ancienne puissance coloniale.
Le peintre et musicien allemand Walter Spies (1895-1942), qui est un des premiers artistes occidentaux à faire connaître Bali dans le monde, fut chef d'orchestre de la troupe de musique européenne du sultan de Yogyakarta.
Un autre curieux lien de Yogyakarta à l'Europe est le nom de son artère principale, Malioboro, nommée d'après le duc de Marlborough immortalisé par la chanson.
Yogyakarta est également un centre de création contemporaine dans les domaines de la musique, de la danse et du théâtre, et il a un musée d'art contemporain, le musée national de Jogja.
« L'axe cosmologique de Yogyakarta et ses monuments historiques emblématiques » est inscrit sur la liste du patrimoine mondial par l'UNESCO en septembre 2023.

## Monuments
Une curiosité de la région de Yogyakarta est l'église du Sacré Cœur de Jésus du village de Ganjuran, situé à environ 20 kilomètres de la ville. L'église fait partie d'un ensemble construit en 1924 par deux frères, Joseph et Julius Smutzer, qui dirigeaient une sucrerie dans la région, qui comprenait des écoles et une clinique. L'église fut construite en 1927 dans une architecture qui mêle les influences hindoues, javanaises et européennes.
Un dalem est la demeure d'un membre de la famille royale autre que le souverain. Ils portent le nom de leur premier propriétaire. Par exemple, le Pujokusuman appartenait à un prince Pujokusumo. Yogyakarta en compte plusieurs. De nombreux princes les ont ouverts au public pour y tenir diverses activités. Parmi eux, on trouve :
- Le Dalem Pujokusuman avenue du Brig. Gén. Katamso, qui abrite une école de danse où les cours ont lieu l'après-midi et où des spectacles sont donnés le soir.
- Le Dalem Tejokusuman, où se trouve également une école de danse,
- Le Dalem Joyokusuman rue Rotowijayan,
- Le Dalem Benawan, également rue Rotowijayan
- Le Dalem Kaneman rue Kadipaten,
- Le Dalem Mangkubumen, également rue Kadipaten,
- Le Dalem Pakuningratan rue Polowijan,
- Le Dalem Suryaputran rue Suryaputran,
- Le Dalem Wironegaran rue Suryomentaraman,
- Le Dalem Yudonegaran rue Ibu Ruswo,
- Le Dalem Condrokiranan rue Wijilan.
- La mosquée souterraine "Masjid Bawahtanah".

## Transports

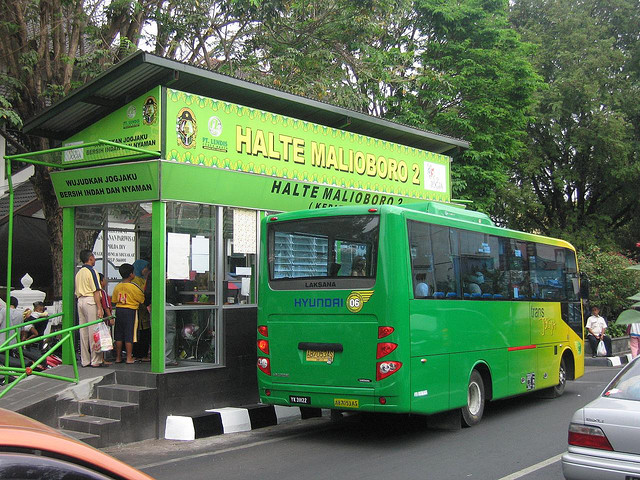
Le bus Trans Jogja

Yogyakarta compte de nombreux bus, mais aussi des taxis des andon et des becak. La moto reste le moyen de transport le plus commun, même si l'automobile tend à se populariser. En février 2008 a été mis en service un nouveau mode de transport en commun climatisé dénommé Trans Jogja qui compte six lignes reliant les principaux terminaux de bus interurbain de la ville, la gare ferroviaire de Tugu et l'aéroport Adisucipto.
La ville se trouve sur l'une des deux principales voies ferrées de Java, celle qui relie Jakarta à Surabaya par le sud. Yogyakarta est aussi reliée par chemin de fer à Bandung, capitale de la province de Java occidental et important centre universitaire.
Le nouvel aéroport international de Yogyakarta a été inauguré le 6 mai 2019, remplaçant Adisutjipto, dont la piste, d'une longueur de 2 200 m, était trop courte et ne pouvait être allongée en raison de la topographie du lieu. Le nouvel aéroport est relié à Yogyakarta par une liaison ferroviaire dédiée, et il est relié à Kuala Lumpur en Malaisie et à Singapour. Sinon, l'accès depuis l'étranger est possible via Jakarta ou Denpasar à Bali.

## Éducation
Comprenant de nombreuses universités de haut niveau, Yogyakarta est reconnue comme un centre universitaire important. Le nord de la région héberge l'université Gadjah Mada, la première université indigène et une des plus prestigieuses universités de l'Indonésie. On compte également dans la région :
- l'Institut indonésien des arts de Yogyakarta (ISI) ;
- l'université d’État de Yogyakarta ;
- l'université islamique d'Indonésie ;
- l'université Sanata Dharma ;
- l'Universitas Pembangunan Nasional Veteran Yogyakarta ;
- l'université Muhammadiyah de Yogyakarta ;
- l'université Atma Jaya de Yogyakarta ;
- l'université chrétienne Duta Wacana.

## Santé
Il y a plusieurs hôpitaux à Yogyakarta. Les plus grands sont le Dr. Sardjito Hospital, le Bethesda Hospital Yogyakarta et le Panti Rapih Hospital.

## Personnalités
- Kassian Cephas (1844-1912), photographe indonésien, né et mort à Yogyakarta.

## Galerie

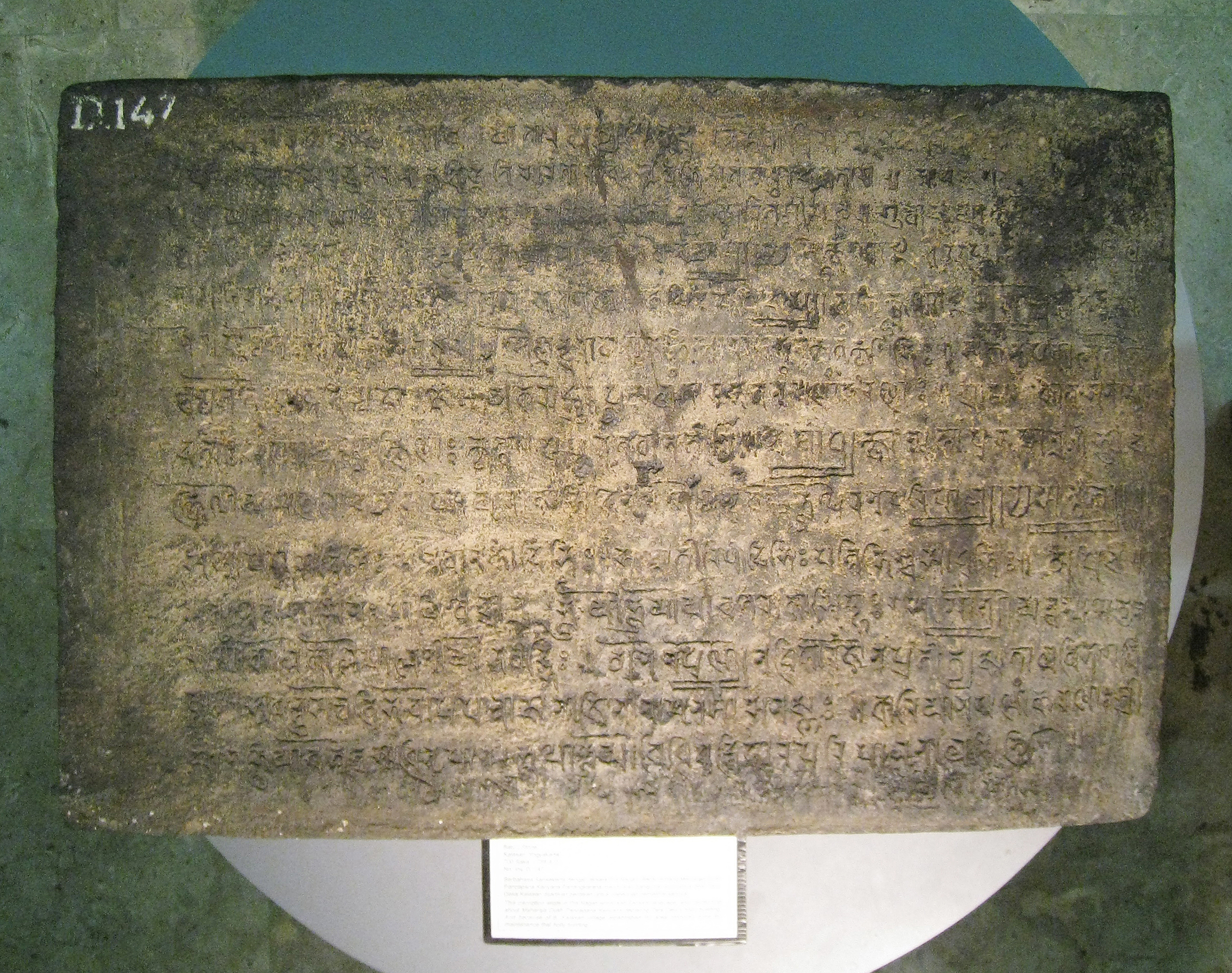
L'inscription de Kalasan
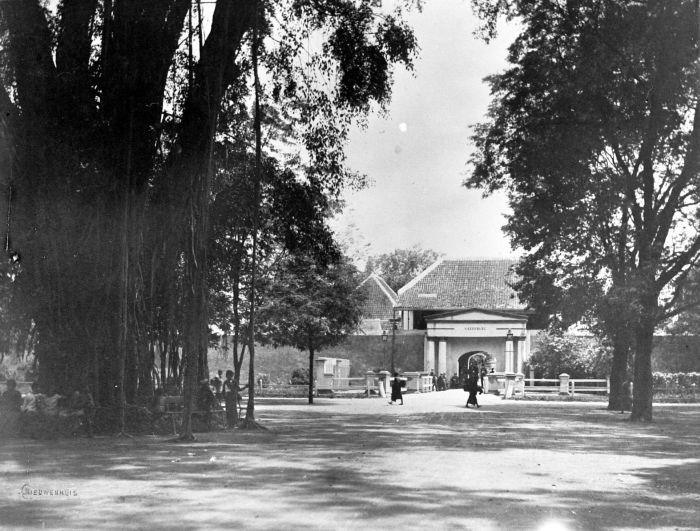
Le Fort Vredeburg (vers 1920)
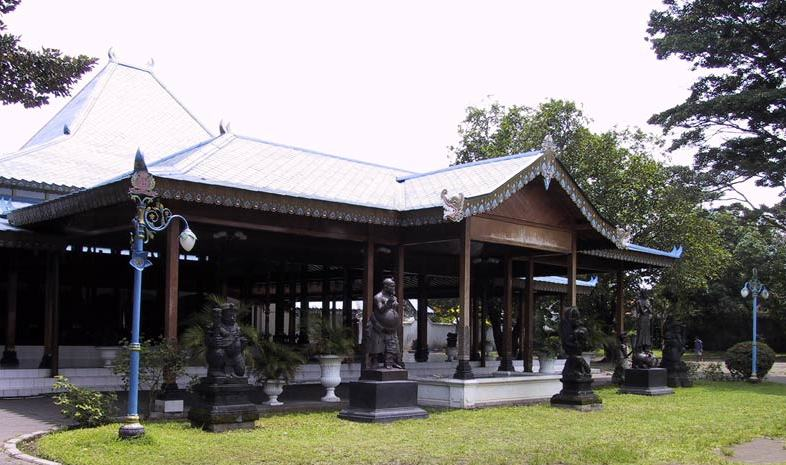
Un des pavillons du Kraton Ngayogyakarta Hadiningrat (palais royal)
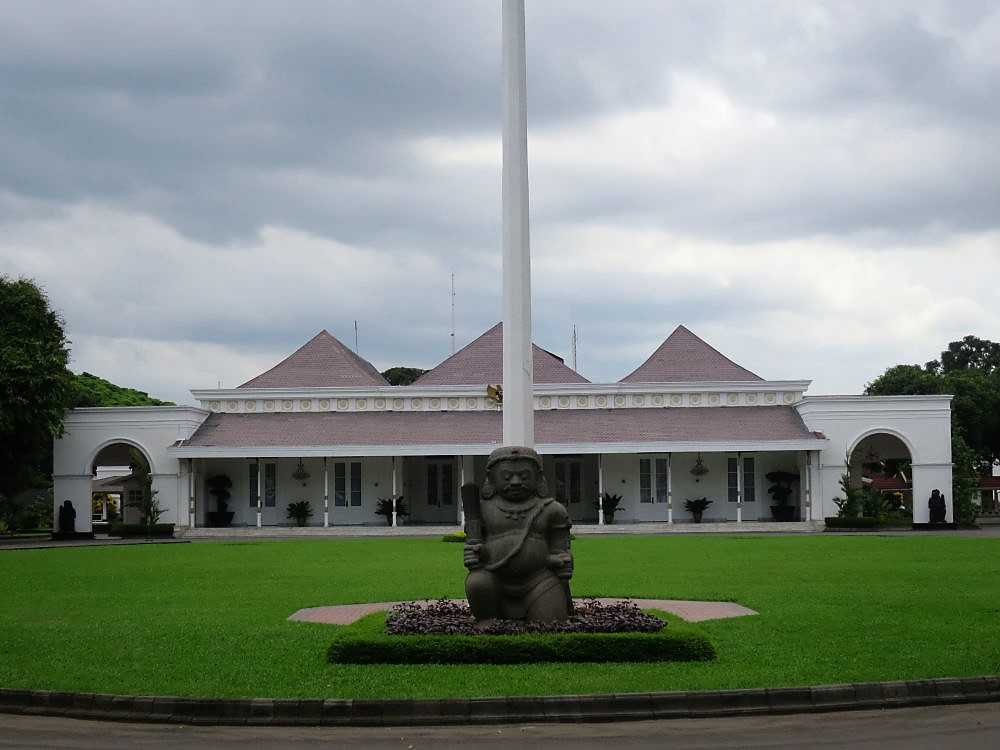
Le Gedung Agung ("grande bâtisse"), siège de la présidence de 1946 à 1949 et l'un des six palais présidentiels indonésiens
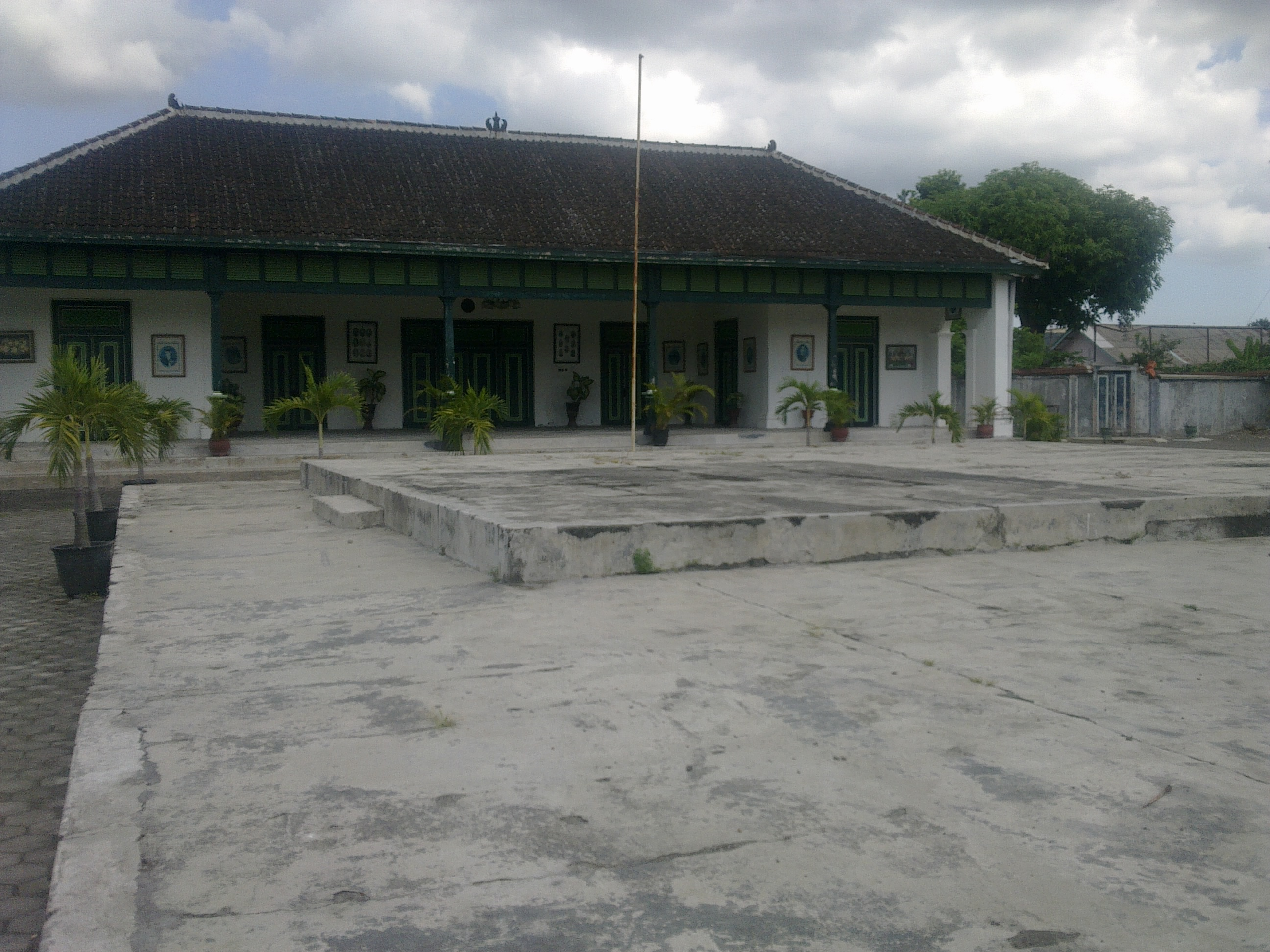
Le dalem (palais princier) Brontokusuman
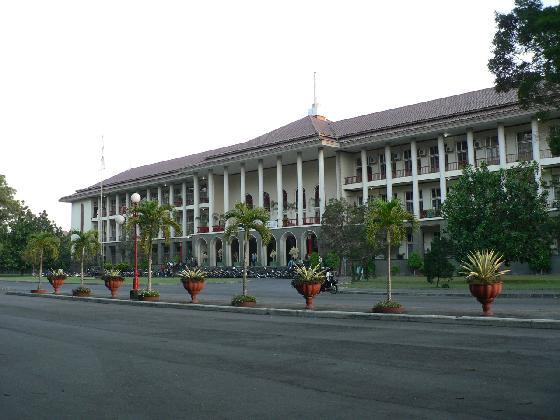
L'université Gadjah Mada
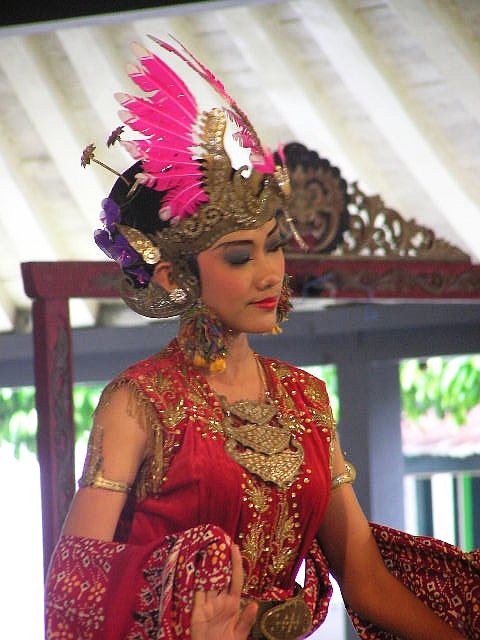
Danseuse dans le style de Yogyakarta
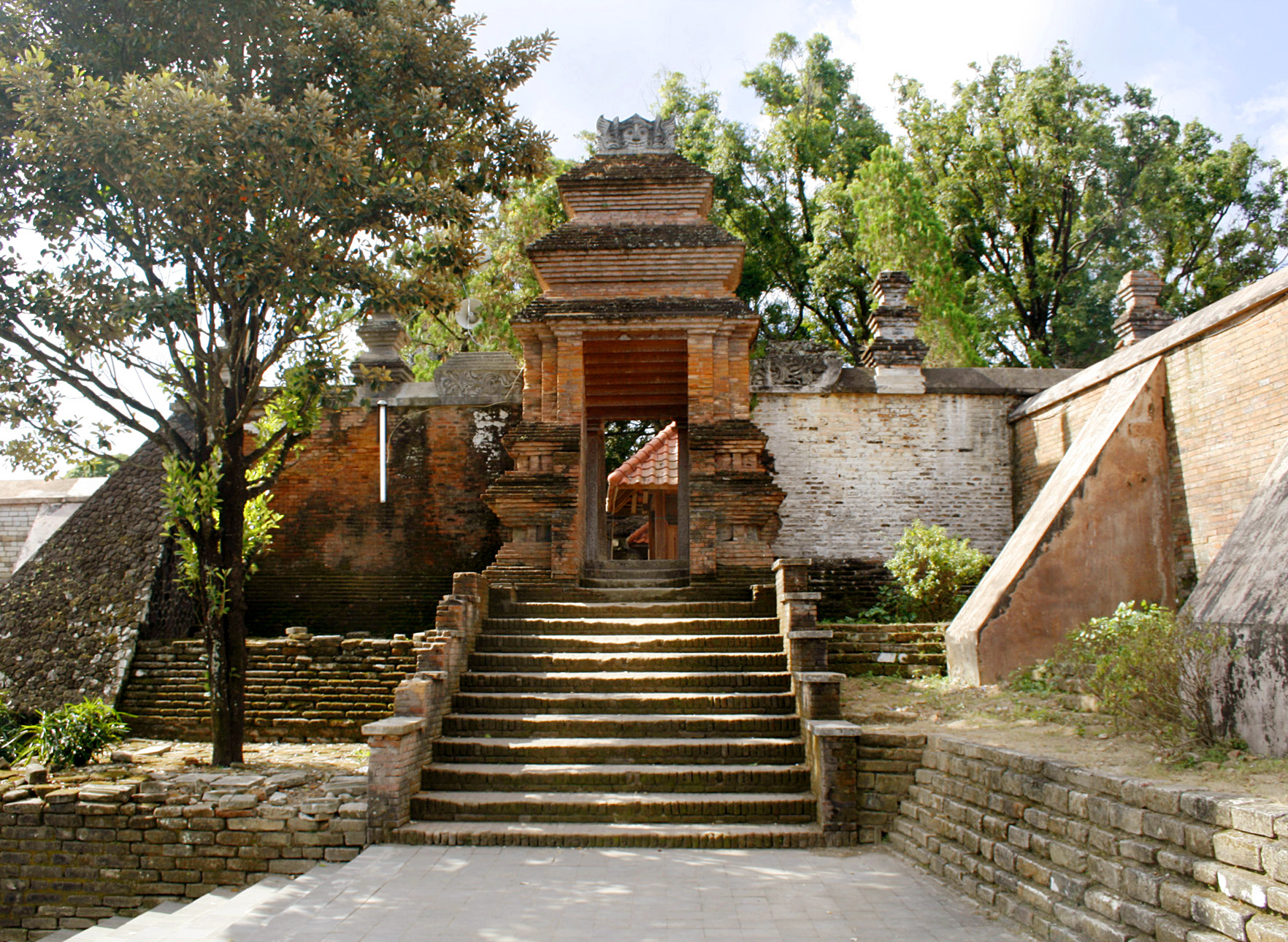
Une porte de l'enceinte du mausolée du Panembahan Senopati à Kota Gede
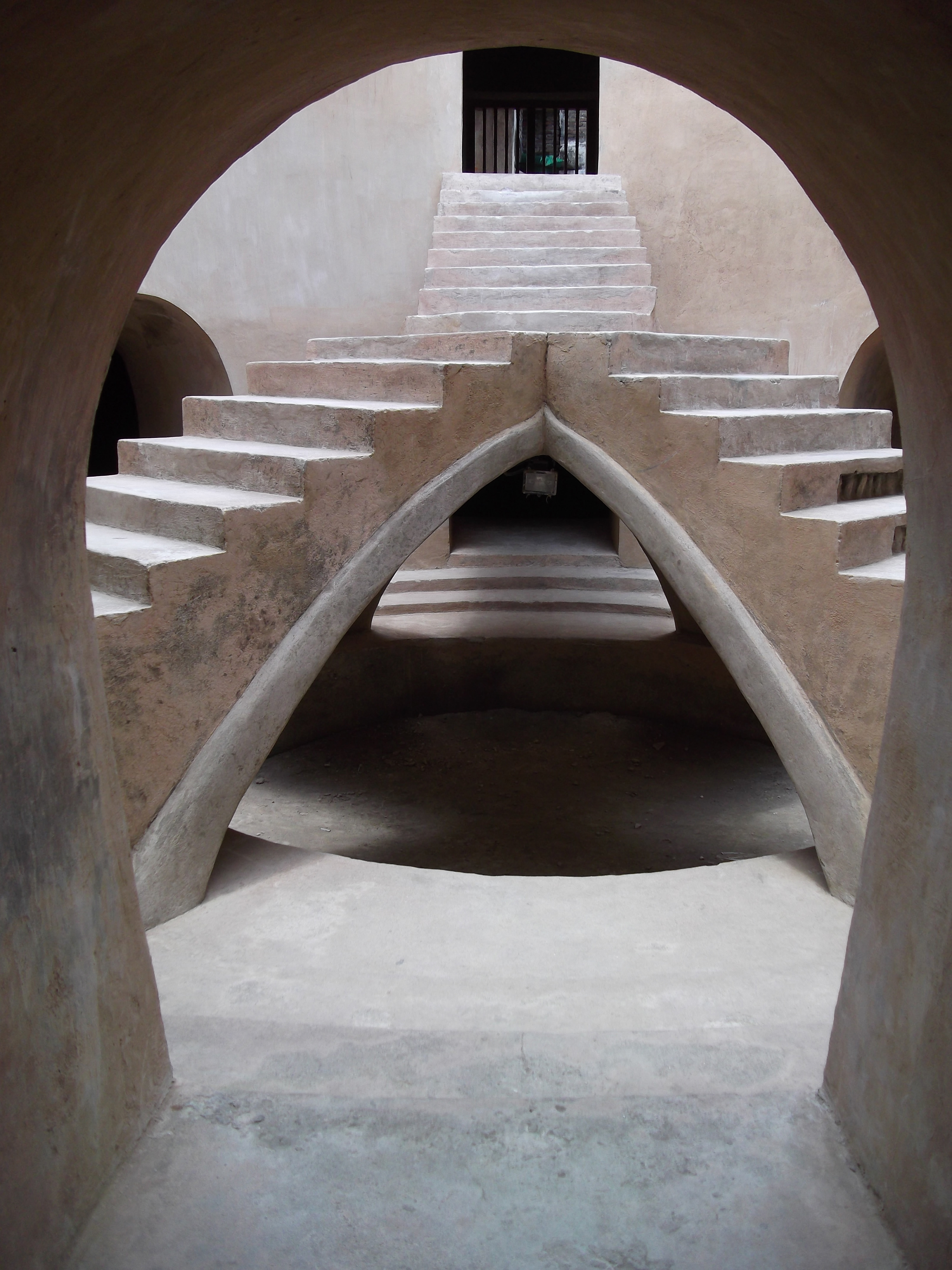
L'escalier de la mosquée souterraine (Masjid Bawahtanah), quartier de Taman Sari
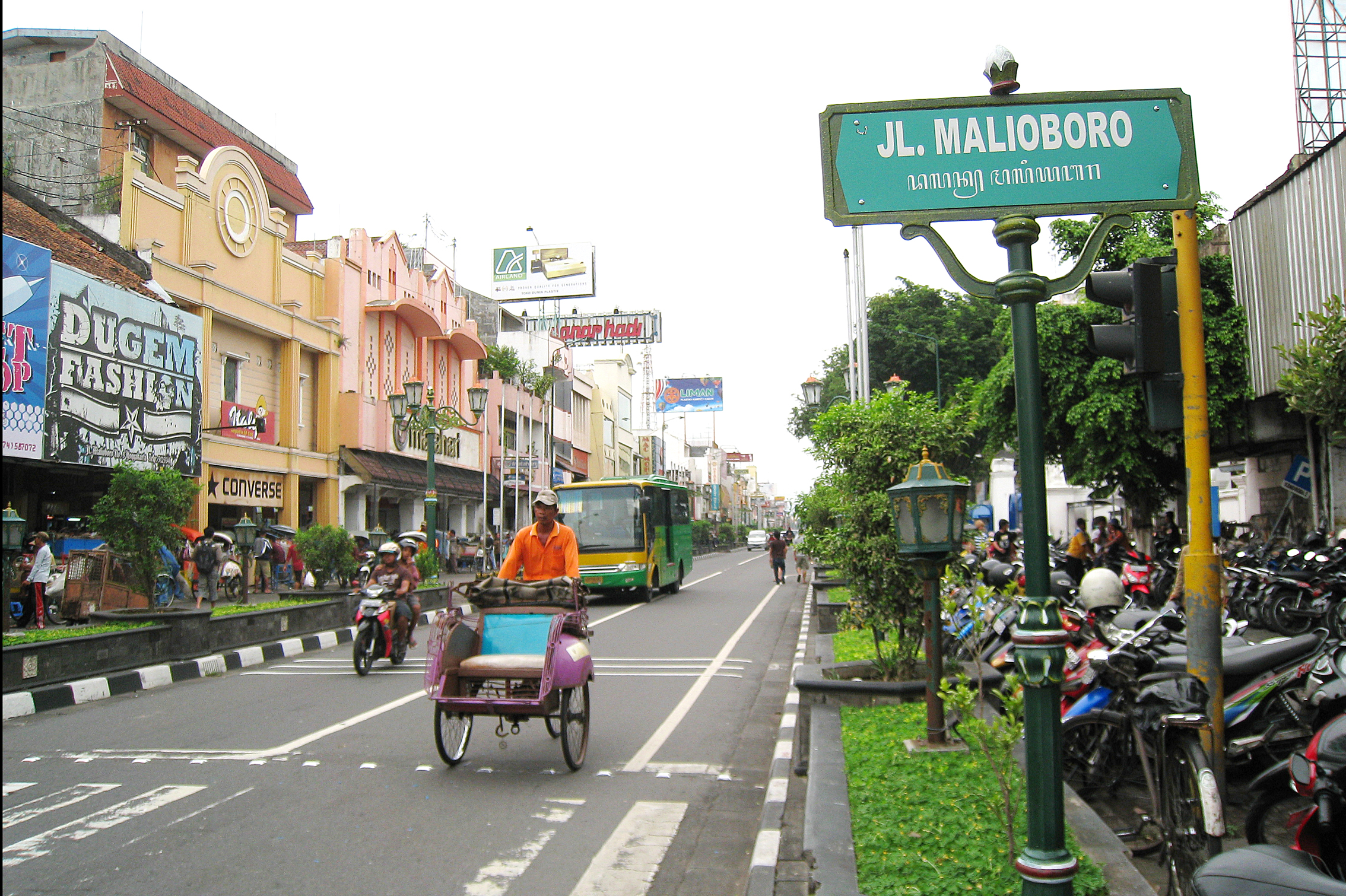
Malioboro, l'artère centrale de Yogyakarta
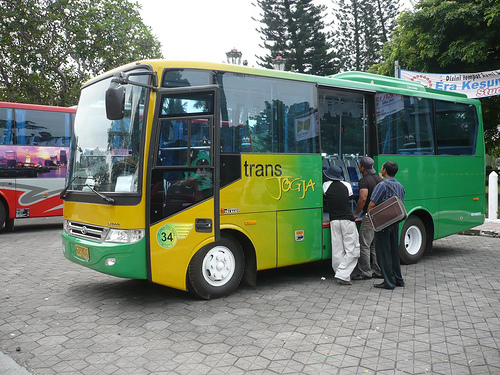
Le Trans Jogja
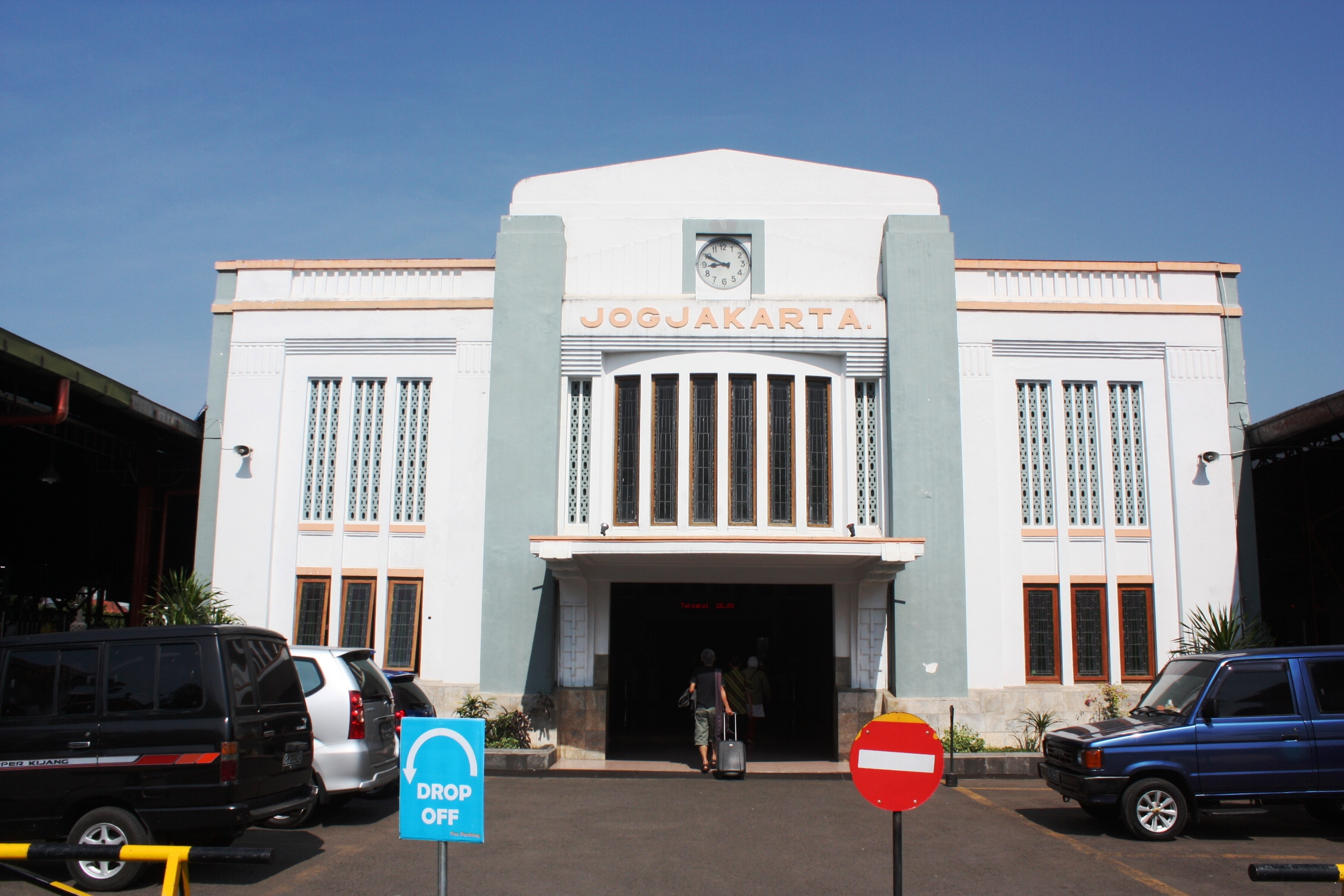
La gare de Yogyakarta Tugu

### Source
- Department of Tourism, Post and Telecommunication Regional Office For Yogyakarta Special Region. (1997) Guide To Yogyakarta. Yogyakarta: Department of Tourism, Post and Telecommunication.